# Université de Lviv
L'université nationale Ivan-Franko de Lviv (en ukrainien : Львівський національний університет імені Івана Франка) est une université publique qui se trouve à Lviv, dans l'Ouest de l'Ukraine.

## Histoire

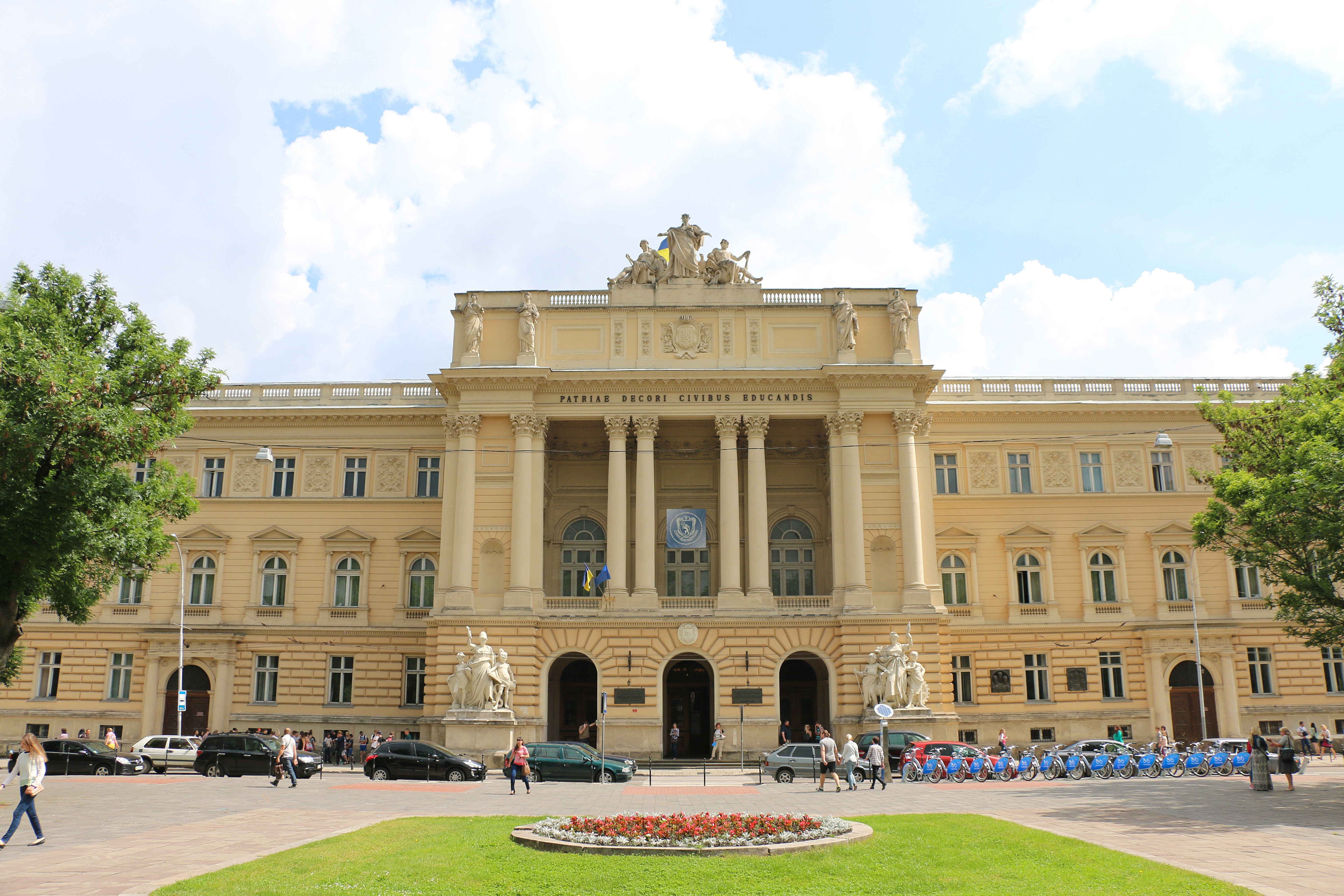
Façade de l'université.

Elle fut fondée en 1661 par le roi de Pologne Jean II Casimir Vasa, sur la base d'un Collège des Jésuites créé en 1608.
En 1772, la ville est annexée par l'Autriche lors du premier partage de la Pologne, et l'université passe alors sous le contrôle des Habsbourg. Du fait des guerres napoléoniennes qui entraînent un manque d'argent, l'université est fermée de 1805 à 1817. À partir de 1867, l'université germanisée au cours des décennies précédentes redevient de plus en plus polonaise et accueille des professeurs et des étudiants de tous les coins de la Pologne partagée.
De 1919 à 1939, lors de la Deuxième République de Pologne, elle porte le nom d'université Jean-Casimir de Lwów (Uniwersytet Jana Kazimierza) et constitue la troisième plus grande université de Pologne, après celles de Varsovie et de Cracovie.
En septembre 1939, les troupes soviétiques entrent à Lwów conformément au pacte Molotov-Ribbentrop. L'Est de la voïvodie de Lwów est rattaché à la République socialiste soviétique ukrainienne et donc l'Union soviétique. L'université, tout en conservant la majorité de ses professeurs polonais, est réorganisée pour se conformer avec le modèle soviétique, avec par exemple la fermeture de la faculté de théologie et la création de nouvelles chaires, comme celles de marxisme-léninisme ou d'histoire de l'URSS. Elle devient également gratuite et ouverte à tous les citoyens. Le 4 juin 1940, l'université reçoit le nom d'université Ivan Franko.
En juillet 1941, les troupes nazies prennent la ville, et dans la nuit du 3 au 4 juillet, près de 28 enseignants polonais, de l'université ainsi que d'autres établissements d'enseignement, seront arrêtés puis fusillés, avec leurs familles.
Après 1944, les professeurs polonais, qui avaient reconstitué malgré l'occupation nazie une université clandestine (Podziemny Uniwersytet) quittent progressivement l'université, souvent pour l'université de Wrocław, vidée de ses personnels allemands.
Les cours seront désormais dispensés essentiellement en ukrainien.

## Organisation
L'université Ivan Franko de Lviv est actuellement constituée de dix-sept facultés :
- arts et culture
- biologie
- chimie
- droit
- économie
- électronique
- géographie
- géologie
- histoire
- journalisme
- langues étrangères
- mathématiques appliquées et informatique
- mécanique et mathématiques
- philologie
- philosophie
- physique
- relations internationales

Elle compte également trois collèges universitaires professionnalisants : juridique, sciences de l'éducation (formation des maîtres) et sciences (écologie, électronique, informatique et chimie), un observatoire astronomique de Lviv et un Institut d'éducation permanente et de formation pré-universitaire.

## Personnalités liées à l'université

### Professeurs
Parmi les professeurs ayant enseigné à l'université, on notera :
- Henryk Arctowski (1871 - 1958), géologue, océanographe et météorologue polonais.
- Herman Auerbach (1901 - 1942), mathématicien polonais.
- Tadeusz Boy-Żeleński (1874 - 1941), écrivain, poète et satiriste polonais.
- Mykhaïlo Hrouchevsky (1866 - 1934), historien et homme politique ukrainien.
- Jerzy Kuryłowicz (1895 - 1978), linguiste polonais.
- Stanisław Mazur (1905 - 1981), mathématicien polonais.
- Stanisław Ruziewicz (1889 - 1941), mathématicien polonais.
- Wacław Sierpiński (1882 - 1969), mathématicien polonais.
- Hugo Steinhaus (1887 - 1972), mathématicien polonais.
- Kazimierz Twardowski (1866 - 1938), philosophe polonais.
- Wawrzyniec Żmurko (1824 - 1889), mathématicien polonais.
- Piotr Bienkowski (1865-1925), historien et archéologue.
- Ivan Krypiakevytch, historien.

### Étudiants
Parmi les anciens élèves de l'université, on peut citer :
- Julien Romantchouk (1842-1932), éditeur et réformateur de l'orthographe.
- Ivan Franko (1856–1916), écrivain et poète ukrainien
- Alaïza Pachkievitch (1876–1916), auteure et révolutionnaire biélorusse
- Władysław Witwicki (1878–1948), psychologue, philosophe, traducteur et artiste polonais
- Antoni Łomnicki (1881–1841), mathématicien polonais
- Łucja Frey (1889–1942), médecin et neurologue polonaise
- Kazimierz Ajdukiewicz (1890–1963), philosophe polonais
- Milena Roudnytska (1892–1976), éducatrice, militante, femme politique et écrivaine ukrainienne
- Bruno Schulz (1892–1942), écrivain et dessinateur polonais
- Josyf Slipyj (1892–1984), cardinal, archevêque ukrainien
- Hersch Lauterpacht (1897–1960), juriste international, inspirateur du concept de "crime contre l'humanité"
- Irena Turkevycz-Martynec (1899–1983), chanteuse d'opéra ukrainienne
- Raphael Lemkin (1900–1959), juriste international, inventeur du concept de "génocide"
- Mark Kac (1914–1984), mathématicien américain d'origine polonaise
- Ihor Ohirko (1952–), mathématicien ukrainien
- Myroslav Dotchynets (1959–), écrivain et journaliste ukrainien
- Ostap Slyvynsky (né en 1978), poète et essayiste ukrainien
- Anastasia Nastia Stanko (1986-), journaliste et animatrice de télévision ukrainienne.